# 白肛海地瓜
白肛海地瓜（学名：Acaudina leucoprocta）为尻参科海地瓜属的动物。分布于伊朗、澳大利亚以及中国大陆的浙江到海南岛等地，常见于水深53-122米的软泥、沙质泥或泥质沙底。该物种的模式产地在澳大利亚西北部。